# 신시아 (배우)
신시아(한국 한자: 申始雅, 1998년 5월 12일~)는 대한민국의 배우이다. 2022년에 영화 《마녀(魔女) Part2. The Other One》의 주인공으로 데뷔했다.

## 학력
- 한양대학교 예술체육대학 연극영화학과 (졸업)

## 출연

### 영화
- 2022년 《마녀(魔女) Part2. The Other One》 ... 소녀 역
- 2025년 《파과》 ... 손톱(어린 조각) 역

### 드라마
- 《언젠가는 슬기로울 전공의생활》 (2025년, tvN) - 표남경 역

### 웹예능
- 《나영석의 와글와글》 (2025년, 유튜브) - 게스트

### 광고
- 2020년 - 포슐라[2]

## 수상 및 후보
| 연도 | 시상식                                 | 부문               | 작품                            | 결과 |
| ---- | -------------------------------------- | ------------------ | ------------------------------- | ---- |
| 2022 | 제27회 춘사국제영화제                  | 신인여우상         | 마녀(魔女) Part2. The Other One | 후보 |
| 2022 | 제43회 청룡영화상                      | 신인여우상         | 마녀(魔女) Part2. The Other One | 후보 |
| 2022 | 제58회 대종상                          | 신인여우상         | 마녀(魔女) Part2. The Other One | 후보 |
| 2022 | 제8회 BIFF 마리끌레르 아시아스타어워즈 | 라이징 스타상      | 마녀(魔女) Part2. The Other One | 수상 |
| 2022 | Asia Model Awards                      | 신인상 연기자 부문 | 마녀(魔女) Part2. The Other One | 수상 |